# الفرجة (تعز)
الفرجة هي إحدى قرى الجمهورية اليمنية. وهي تتبع جغرافيًا لمحافظة تعز. وإداريًا لمديرية الشمايتين. يبلغ تعداد سكانها 1091 نسمة حسب الإحصاء الذي جرى عام 2004.